# Болгарська хокейна ліга 2022—2023
Болгарська хокейна ліга 2022—2023 — 71-й розіграш чемпіонату БХЛ. У сезоні 2022—23 брали участь шість клубів.

## Учасники
- СК «Ірбіс Скейт»
- НСА (Софія)
- «Славія» (Софія)
- ЦСКА (Софія)
- «Левські» (Софія)
- СК «Левські» (Софія)

## Регулярний сезон
| Поз | Команда              | М  | В | ВО | ПО | П | ГЗ | ГП  | Різ  | О  | Кваліфікація         |
| --- | -------------------- | -- | - | -- | -- | - | -- | --- | ---- | -- | -------------------- |
| 1   | СК «Ірбіс Скейт»     | 9  | 8 | 0  | 0  | 1 | 85 | 19  | +66  | 24 | Фінал                |
| 2   | НСА (Софія)          | 9  | 7 | 0  | 0  | 2 | 75 | 32  | +43  | 21 | Фінал                |
| 3   | «Славія» (Софія)     | 10 | 7 | 0  | 0  | 3 | 91 | 46  | +45  | 21 | Серія за третє місце |
| 4   | ЦСКА (Софія)         | 10 | 3 | 0  | 0  | 7 | 98 | 69  | +29  | 9  | Серія за третє місце |
| 5   | СК «Левські» (Софія) | 9  | 3 | 0  | 0  | 6 | 43 | 98  | −55  | 9  |                      |
| 6   | «Левські» (Софія)    | 9  | 0 | 0  | 0  | 9 | 11 | 139 | −128 | 0  |                      |

## Серія за третє місце
- ЦСКА (Софія) – «Славія» (Софія) 15:5 (5:4, 6:1, 4:0)
- «Славія» (Софія) – ЦСКА (Софія) 5:7 (2:3, 1:2, 2:2)

## Фінал
- Ірбіс Скейт – НСА (Софія) 5:4 2ОТ (1:0, 3:1, 0:3, 0:0, 1:0)
- НСА (Софія) – Ірбіс Скейт 5:4 (2:2, 1:0, 2:2)
- Ірбіс Скейт – НСА (Софія) 5:0 (0:0, 3:0, 2:0)

## Підсумкова таблиця
|   | СК «Ірбіс Скейт»     |
|   | НСА (Софія)          |
|   | ЦСКА (Софія)         |
| 4 | «Славія» (Софія)     |
| 5 | СК «Левські» (Софія) |
| 6 | «Левські» (Софія)    |